# Reprezentacja Niemiec w fistballu kobiet
Reprezentacja Niemiec w fistballu kobiet – zespół fistballu, reprezentujący Republikę Federalną Niemiec w meczach i sportowych imprezach międzynarodowych, powoływany przez selekcjonera, w którym mogą występować wyłącznie zawodnicy posiadający obywatelstwo niemieckie. Za jego funkcjonowanie odpowiedzialna jest Deutsche Faustball-Liga (DFBL).

## Historia
W latach 50. XX wieku fistball był bardzo popularny w Niemczech. Mecze finałowe rozgrywane były na oczach nawet 10 000 widzów. W 1960 roku powstała Międzynarodowa Federacja Fistballu (IFA), jednym z współzałożycieli której byli Niemcy. W 1993 roku drużyna kobiet po raz pierwszy zagrała w mistrzostwach kontynentu, zdobywając złote medale. Reprezentację Niemiec w fistballu kobiet stawała na podium we wszystkich 9 rozegranych dotychczas mistrzostwach świata, a łącznie została mistrzem świata 7 razy. Również 12 razy zdobywała zwycięstwo na mistrzostwach Europy. To sprawia, że Niemcy są narodem odnoszącym największe sukcesy w fistballu. Zdobywając tytuł mistrza świata w austriackim Grieskirchen w 2021 roku, niemiecka drużyna jest także obecnym posiadaczem tytułu.

## Selekcjonerzy
| Imię i nazwisko | Okres pracy |
| --------------- | ----------- |
| Silke Eber      | 200?–       |

## Rozgrywki międzynarodowe

### Mistrzostwa świata
| Mistrzostwa świata | Mistrzostwa świata         |
| Gospodarz – Rok    | Wynik                      |
| ------------------ | -------------------------- |
| Argentyna – 1994   | Mistrzostwo                |
| Austria – 1998     | Mistrzostwo                |
| Brazylia – 2002    | III miejsce                |
| Szwajcaria – 2006  | Mistrzostwo                |
| Chile – 2010       | II Miejsce                 |
| Niemcy – 2014      | Mistrzostwo                |
| Brazylia – 2016    | Mistrzostwo                |
| Austria – 2018     | Mistrzostwo                |
| Austria – 2021     | Mistrzostwo                |
| Argentyna – 2024   |                            |
| Razem              | 9 z 9 turniejów – 7 mistrz |

### Mistrzostwa Europy
| Mistrzostwa Europy | Mistrzostwa Europy            |
| Gospodarz – Rok    | Wynik                         |
| ------------------ | ----------------------------- |
| Austria – 1993     | Mistrzostwo                   |
| Czechy – 1996      | Mistrzostwo                   |
| Niemcy – 1999      | Mistrzostwo                   |
| Szwajcaria – 2000  | II Miejsce                    |
| Szwajcaria – 2001  | Mistrzostwo                   |
| Austria – 2003     | Mistrzostwo                   |
| Niemcy – 2004      | II Miejsce                    |
| Austria – 2005     | Mistrzostwo                   |
| Austria – 2007     | Mistrzostwo                   |
| Niemcy – 2008      | Mistrzostwo                   |
| Szwajcaria – 2009  | III Miejsce                   |
| Niemcy – 2011      | II Miejsce                    |
| Szwajcaria – 2012  | II Miejsce                    |
| Czechy – 2013      | II Miejsce                    |
| Włochy – 2015      | Mistrzostwo                   |
| Austria – 2017     | Mistrzostwo                   |
| Czechy – 2019      | Mistrzostwo                   |
| Austria – 2023     | Mistrzostwo                   |
| Niemcy – 2027      |                               |
| Razem              | 18 z 18 turniejów – 12 mistrz |